# Шипёр, Вон
Вон Шипёр (англ. Vaughn Chipeur, 21 декабря 1984, Ллойдминстер, Саскачеван, Канада) — канадский фигурист, выступавший в мужском одиночном катании. Двукратный серебряный медалист чемпионата Канады (2009, 2010). Завершил карьеру в июне 2010 года.

## Карьера
Шипер родился в канадском городе Ллойдминстере. Он занялся фигурным катанием в девять лет и поначалу участвовал в местных соревнованиях, затем выиграл серебряные медали национального чемпионата среди начинающих и две бронзовые медали в юниорской категории. В сезоне 2004—2005 он перешёл на взрослый уровень, а в 2006 году выиграл свою первую медаль на международном соревновании — «серебро» на Nebelhorn Trophy 2006 года. Благодаря этому он получил приглашение на чемпионат канады 2006, где занял седьмое место. В сезоне 2007—2008 Шиперу удалось стать пятым на турнире Skate Canada. Он также занял 11 место на NHK Trophy, стал четвёртым на чемпионате Канады и седьмым на турнире Четырех континентов. В сезоне 2008—2009 он завоевал серебряную медаль чемпионата Канады и отобрался на чемпионат мира, где стал 12-м (вторым из канадских спортсменов).

## Достижения

### После 2006 года
| Соревнование                  | 2006—2007 | 2007—2008 | 2008—2009 | 2009—2010 |
| ----------------------------- | --------- | --------- | --------- | --------- |
| Зимние Олимпийские игры       |           |           |           | 23        |
| Чемпионат мира                |           |           | 12        |           |
| Чемпионат Четырёх континентов |           | 7         | 6         |           |
| Чемпионат Канады              | 7         | 4         | 2         | 2         |
| Trophée Eric Bompard          |           |           |           | 12        |
| Cup of Russia                 |           |           | 12        |           |
| Cup of China                  |           |           | 5         |           |
| Skate Canada International    | 7         | 5         |           |           |
| NHK Trophy                    |           | 11        |           | 11        |
| Командный чемпионат мира      |           |           | 6/2*      |           |
| Nebelhorn Trophy              | 3         | 6         |           |           |

- * — место в личном зачете/командное место

### До 2006  года
| Соревнование                     | 2001—2002 | 2002—2003 | 2003—2004 | 2004—2005 | 2005—2006 |
| -------------------------------- | --------- | --------- | --------- | --------- | --------- |
| Чемпионат Канады                 | 2 J.      |           |           | 11        | 16        |
| Triglav Trophy                   |           |           | 3         |           |           |
| Гран-при среди юниоров, Польша   |           |           | 7         |           |           |
| Гран-при среди юниоров, Мексика  |           |           | 4         |           |           |
| Гран-при среди юниоров, Германия |           | 7         |           |           |           |

- J = Юниорский уровень.